# サンフランシスコの空の下
『サンフランシスコの空の下』（サンフランシスコのそらのした 原題: Party of Five）は、FOXで1994年から2000年にかけて放送されたテレビドラマシリーズ。両親を事故で亡くし、残された5人の兄弟が支え合いながら生活するファミリーストーリー。6シーズンで全143話まで制作された。日本ではWOWOWとムービープラスで放送され、2023年からはアクションチャンネルで放送している。

## 登場人物
ベイリー・サリンジャー
スコット・ウルフ/鳥海勝美
ジュリア：サリンジャー
ネーヴ・キャンベル/岡本麻弥
チャーリー・サリンジャー
マシュー・フォックス/宮本充
クローディア・サリンジャー
レイシー・シャベール/藤枝成子
サラ・リーヴス
ジェニファー・ラブ・ヒューイット
ニナ
麻生侑里
ロス・ワークマン
ミッチェル・アンダーソン/平田広明
カースティン・ベネット
ポーラ・デヴィック/ 佐々木優子